# Max-Schmeling-Medaille
Mit der Max-Schmeling-Medaille zeichnet der Hamburger Senat Unternehmen für ihr gesellschaftliches Engagement aus. Sie wurde im Jahr 2005 gestiftet, dem Sterbejahr des Boxers Max Schmeling, um Firmen zu ehren,
- in denen es Teil der Unternehmenskultur ist, sich in besonderer Weise gesellschaftlich für die Tätigkeiten von Helfern in ehrenamtlichen Organisationen zu engagieren und
- wo Mitarbeiter für die Ausübung dieser Tätigkeit den erforderlichen Freiraum erhalten.

## Preisträger
- 2005: Zimmerei und Holzbau Bernt Moldenhauer. Der Inhaber ist selbst Mitglied einer Freiwilligen Feuerwehr, stellt bevorzugt Kameraden aus der Freiwilligen Feuerwehr ein, zeigt sowohl für Einsätze als auch Ausbildung Verständnis und unterstützt seine Mitarbeiter dabei.[1]
- 2007: Die STI Group. Kristina Stabernack, in vierter Generation Inhaberin der STI Group sowie Präsidentin und Gründerin der Stiftung „HOME for kids“ und ihre Mutter Ingrid Stabernack erhielten gemeinsam mit Ulrich Baier die Max-Schmeling-Medaille für ehrenamtliches Engagement von Hamburgs Erstem Bürgermeister Ole von Beust.[2][3]
- 2010: Airbus Hamburg. Der Hamburger Wirtschaftssenator Ian Karan überreichte die Auszeichnung im Airbus-A380-Auslieferungszentrum an Gerald Weber, Airbus-Produktionsvorstand und Vorsitzender der Geschäftsführung von Airbus in Deutschland.[4]